# Lipovec, Ribnica
Lipovec este o localitate din comuna Ribnica, Slovenia, cu o populație de 142 de locuitori.